# Pultruzja

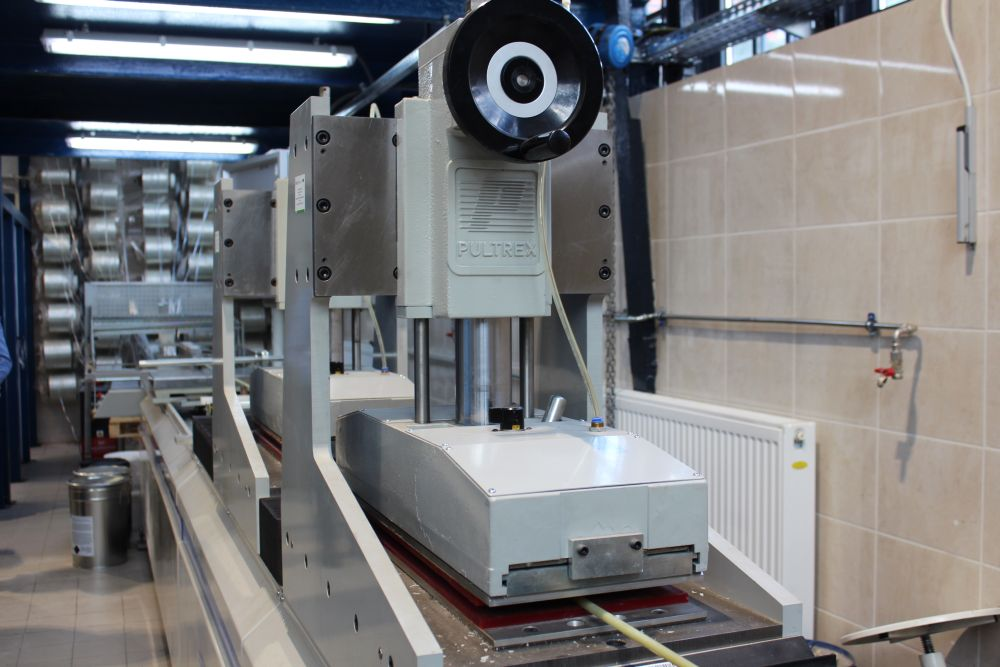

Pultruzja – metoda przeciągania włókna, polegająca na wytwarzaniu sposobem ciągłym profili kompozytowych o różnych kształtach, takich jak: pełne, otwarte, zamknięte. Dzięki jednokierunkowemu ułożeniu włókien metoda uzyskuje wysokie wartości wytrzymałości i sprężystości w kierunku wzdłużnym. w kierunku poprzecznym wartości te są dużo niższe, dlatego w celu uzyskania wyższej wytrzymałości poprzecznej wprowadzamy taśmy z tkanin lub maty rovingowe. Gotowe wyroby dodatkowo charakteryzują się właściwościami antykorozyjnymi i podwyższoną odpornością cieplną.
Zalety profili kompozytowych:
Stanowią doskonałą alternatywę dla tradycyjnych profili wykonywanych np. ze stali czy też aluminium, ponieważ są jeszcze bardziej wytrzymałe, a koszt ich wykorzystania oraz eksploatacji często jest niższy. Są odporne na działanie czynników środowiskowych oraz różnorodnych substancji chemicznych – można je wykorzystać np. bez obaw o korozję, promieniowanie UV i agresywne środowisko pracy. Ich zaletą i atutem jest niska masa – np. profile z włókien węglowych są aż 9-krotnie lżejsze niż odpowiedniki stalowe, co zapewnia łatwość ich transportu i montażu oraz umożliwia obniżenie wydatków związanych z eksploatacją. Nie obciążają konstrukcji budynków, wiat i wież, na których są montowane. Mogą być wykonywane na indywidualne zamówienie – tak, aby ich rozmiary oraz parametry techniczne wpisywały się w specyfikację konkretnego projektu z jakimi się zmaga klient.
Proces pultruzji składa się z kilku kroków przeciągania włókna:
– ze stelażu z nawojami przez system impregnujący z żywicą,
– przez zestaw dysz kształtujących,
– przez system grzewczy (gdzie żywica ulega polimeryzacji),
– przez urządzenia ciągnące gotowy profil.